# 電轉氣
電轉氣（英語：power-to-gas，常縮寫為P2G）是以電力產生氣體燃料的技術。當使用以風能產生之餘電產生燃氣時，此概念常被稱為風氣（windgas）。電轉氣系統利用電解產氫。氫氣可被直接使用，或間接轉化為合成氣、甲烷、或液化石油氣等。這些氣體可做為化學原料、燃燒產熱、或藉由常規發電機或燃氣輪機再轉化回電力。
電轉氣讓電能能夠以壓縮氣體（一般以現有天然氣儲運系統）的形式儲存或輸送。